# (6207) Bourvil
(6207) Bourvil es un asteroide perteneciente al cinturón de asteroides, región del sistema solar que se encuentra entre las órbitas de Marte y Júpiter, descubierto el 24 de enero de 1988 por Seiji Ueda y el astrónomo Hiroshi Kaneda desde el Kushiro Marsh Observatory, Hokkaido, Japón.

## Designación y nombre
Designado provisionalmente como 1988 BV. Fue nombrado Bourvil en homenaje al polifacético actor y cantante, Bourvil, que también fue famoso por sus monólogos y sketchs humorísticos.

## Características orbitales
Bourvil está situado a una distancia media del Sol de 2,331 ua, pudiendo alejarse hasta 2,796 ua y acercarse hasta 1,866 ua. Su excentricidad es 0,199 y la inclinación orbital 2,974 grados. Emplea 1300,25 días en completar una órbita alrededor del Sol.

## Características físicas
La magnitud absoluta de Bourvil es 14,3. Tiene 3,334 km de diámetro y su albedo se estima en 0,48. 